# Парнас-М
«Парнас-М» — российская мясопромышленная компания, образованная на базе активов приватизированного в начале 1990-х годов ленинградского мясокомбината № 3 (расположенного в районе Парнас, пущенного в 1983 году).
В 1996 году компанию возглавил Сергей Удачин, вскоре получивший контроль над основным пакетом акций. В 1997 году компания приобрела мясокомбинаты в Луге, Волхове и Тихвине, а объёмы производства на базовом петербургском предприятии после характерного спада начала 1990-х годов выведены на уровень советских времён. В конце 1990-х годов фирма начала также и вертикальную интеграцию — в начале 2000-х годов приобретено животноводческое хозяйство «Рассвет» под Санкт-Петербургом (мясное поголовье в котором вскоре доведено до 10 тыс. голов крупного рогатого скота) и завод-монополист по производству белковой колбасной оболочки в Луге. В середине 2000-х годов в капитал компании в доле 30 % вошёл Европейский банк реконструкции и развития и на привлечённые средства куплены крупные мясокомбинаты в Первомайском районе и Твери, приблизительно в то же время были приобретены мясокомбинаты в Ипатове, Стерлитамаке и Готне. К 2007 году доля компании на российском рынке мясной гастрономии составила 1,7 %, при этом на рынке мясопродукции Северо-Запада России «Парнас-М» входил в лидирующую тройку производителей, и рассчитывал по мере продвижения региональной экспансии войти в пятёрку ведущих мясопромышленников России.
В сентябре 2008 года сообщалось о продаже Удачиным основной доли в компании владельцам Синявинской птицефабрики во главе с Никитой Мельниковым, однако позднее стало известно, что в последний момент сделка сорвалась. Сумма несостоявшейся сделки наблюдателями оценивалась в диапазоне 28,3—79 млн долларов, долговая нагрузка компании на тот момент состояла из задолженности 800 млн руб. по кредитной линии Номос-банку и 1 млрд руб. по облигационному займу. В ноябре того же года компания подала иск о собственном банкротстве, в 2010 году в фирме введено внешнее управление. В процессе урегулирования задолженности в 2010 году компания лишилась Волховского, Тверского, Тихвинского и Ипатовского мясокомбинатов.
Компания вышла из процедуры банкротства в 2013 году, но в конце 2014 года вновь подала иск о несостоятельности, в результате снова было введено внешнее управление, сумма задолженности составила 2 млрд руб. Проблемы компании в 2014 году могли быть вызваны ребрендингом (сменой художественного оформления этикеток продукции), следствием которого стало отмеченное в розничноторговых сетях падение продаж продукции торговых марок «Парнас-М» из-за потери узнаваемости потребителями.
Производственные активы компании состоянию на конец 2014 года — мясокомбинат «Парнас-М» в Санкт-Петербурге, мясокомбинат в Первомайском Тамбовской области, Ново-Стерлитамакский мясокомбинат, мясокомбинат в Готне Белгородской области. Владельцы — Сергей Удачин (61,35 %) и Европейский банк реконструкции и развития (24,41 %).